# GTV (Philippines)
Pour les articles homonymes, voir GTV.
GTV est une chaîne de télévision philippine appartenant à GMA Network, Inc. Elle a été lancée le 22 février 2021 en remplacement de GMA News TV, qui est désormais une chaîne internationale.